# جيمس أنتوني بايلي
جيمس أنتوني بايلي (4 يوليو 1847 – 11 أبريل 1906) ، أسمه عند الولادة جيمس أنتوني ماكغينيس, هو مدير حلبة سيرك.

## الحياة المهنية
يتيم في سن الثامنة، كان يعمل خادم في بونتياك (ميشيغان), اكتشفه فريدريك هاريسون بايلي (ابن أخ رائد السيرك هاتشالياه بيلي) في سن المراهقة.
ف. ه. بايلي جعل ماكغينيس مساعداً له، وسافرا معاً لسنوات عديدة. أعتمد ماكغينيس في نهاية المطاف لقب ف. ه. بايلي ليصبح جيمس بيلي.
ارتبط بايلي في وقت لاحق بجيمس ي. كوبر، وبحلول ذلك الوقت كان في الـ 25 من عمره, كان مدير سيرك كوبر و بيلي. ثم التقى ببارنوم، وأنشئآ معاً سيرك بارنوم وبيلي (كان لبيلي دور أساسي في الحصول على الفيل جمبو) في عام 1881.
بيلي كان متزوج من روث مكّادون من زانيسفيل, أوهايو.
توفي من أثر مرض الحمرة في عام 1906. ودفن في مقبرة وودلون في برونكس في مدينة نيويورك.

## وصلات خارجية
- جيمس أنتوني بايلي على موقع فايند أغريف

- The Affairs of James A. Bailey by Richard E Conover